# Polychrus
Polychrus é um gênero de lagartos. É o único gênero existente de lagartos policrotídeos no mundo. Comumente chamados de papa-vento, são encontrados na América Central e do Sul, bem como nas proximidades de Trinidad e Tobago.
Polychrus significa "muito colorido". O gênero Polychrus está atualmente na família Polychrotidae.

## Espécies[3]
- Polychrus acutirostris Spix, 1825
- Polychrus auduboni Hallowell, 1845
- Polychrus femoralis Werner, 1910
- Polychrus gutturosus Berthold,
- Polychrus jacquelinae Koch, Venegas, Garcia-Bravo e Böhme, 2011
- Polychrus liogaster Boulenger, 1908
- Polychrus marmoratus Linnaeus, 1758
- Polychrus peruvianus Noble, 1924